# 巴甫利夫卡 (赫洛貝內市鎮)
49°27′8″N 33°9′35″E / 49.45222°N 33.15972°E
巴甫利夫卡（烏克蘭語：Павлівка）是位於烏克蘭中部的村莊，由波爾塔瓦州克雷門丘克區的赫洛貝內市鎮負責管轄。該村處於蘇希卡加姆利克河畔，分別距離科洛米齊夫卡1公里和茹基2公里，面積0.88平方公里，海拔高度92米，2001年人口151。